# 芒特普萊森特鎮區 (印地安納州特拉華縣)
芒特普萊森特鎮區（英語：Mount Pleasant Township）是位於美國印地安納州特拉華縣的一個行政鎮區。

## 地方資料
根據2010年美國人口普查的數據，芒特普萊森特鎮區的面積為87.90平方千米，當中陸地面積為87.30平方千米，而水域面積為0.60平方千米。當地共有人口14102人，而人口密度為每平方千米160.43人。